# Sept-Îles
Sept-Îles (Französisch für „Sieben Inseln“) oder Uashat ist eine kanadische Stadt in der Region Côte-Nord in Ost-Québec mit 25.400 Einwohnern. 2011 betrug die Einwohnerzahl 25.686.

## Geographie
Der Ort befindet sich an der Nordküste des Sankt-Lorenz-Golfes zwischen den Flüssen Sainte-Marguerite und Moisie an einer tiefen Bucht vor einem siebeninseligen Archipel. Die Bucht hat einen 45 km² großen natürlichen Seehafen. Bei den sieben Inseln handelt es sich um:
- La Grosse Boule („die große Kugel“. Auf einer Karte von 1781 noch Great Bull Island)[4]
- La Petite Boule („die kleine Kugel“. Auf einer Karte von 1781 noch Little Bull Island)[5]
- La Grande Basque („der große Baske“, benannt nach den baskischen Fischern)[6]
- La Petite Basque („der kleine Baske“)[7]
- Île Manowin (Franz. Montagnais (manouane): „wo Eier eingesammelt werden“)[8]
- Île du Corossol (nach dem franz. Schiff Corossol, das hier 1693 gestrandet ist); hier gibt es einen Leuchtturm und ein Vogelschutzgebiet. (Der Name wird oft zu Île du Carrousel verballhornt)[9]
- Îlets De Quen (eine Inselgruppe aus verschiedenen Kleinstinseln, benannt nach dem Jesuitenpater Jean de Quen, der 1651 eine katholische Mission in der Gegend gegründet hat)[10]

Der Archipel ist der Provinz-Jurisdiktion unterstellt, wobei jedoch einige Teile vom Bund verwaltet werden. Die Stadt umfasst zwei Indianerreservate (First Nations reserves): Uashat im Westen der Stadt und Maliotenam im Osten – nahe dem Fluss Moisie.

## Geschichte
Die ersten Bewohner waren die Montagnais (Innu), die die Insel Uashat („große Bucht“) nannten. Die Entdeckung wird dem Franzosen Jacques Cartier zugeschrieben. Dieser besegelte den Sankt-Lorenz-Golf im Jahr 1535 und nannte die Inseln zunächst Ysles Rondes (‚kreisförmige Inseln‘), später die Gegend Sept-Îles. Er war nicht der erste Europäer in dieser Gegend. Wie sich herausstellte, waren hier bereits baskische Fischer, die dem Fang von Walen und Kabeljau nachgingen. 1651 entstand eine Mission und 1661 ein erster Handelsposten in der Gegend.
Zu den frühen wirtschaftlichen Aktivitäten an der Mündung des Rivière Moisie, also im heutigen Sept-Îles gehörte die Niederlassung des Louis Joliet (1679) zum Zweck von Pelzhandel und später auch Fischerei. Zwischen 1690 und 1760 wurde der Handelsposten mehrmals von englischen Schiffsbesatzungen niedergebrannt. Den Handel übernahm später die Hudson’s Bay Company, die bis 1859 ein Pelzhandelsmonopol hatte.
Das Dorf wurde 1885 zu einer Gemeinde. Sie erhielt ihre erste Pier im Jahre 1908. Um die Jahrhundertwende entwickelte sich der industrielle Walfang. 1905 baute eine norwegische Gesellschaft eine Walölfabrik an der Bucht. Mit Dampfschiffen und Harpunen wurden pro Jahr etwa 75 Wale im Sankt-Lorenz-Strom erlegt.
Der Ort erhielt 1951 das Stadtrecht. 2002 wurde Sept-Îles mit den Gemeinden Gallix und Moisie vereinigt.
Wegen Waldbränden am 4. Juni 2023 erhielten 10.000 Einwohner von Sept-Îles die Weisung das Gebiet zu verlassen.

## Wirtschaft
Aufgrund des großen Eisenerzvorkommens in Labrador City spielt der Bergbau eine tragende wirtschaftliche Rolle in der Stadt. Das kanadische Eisenunternehmen Iron Ore Company of Canada (IOC) betreibt mehrere Abbaugebiete in Labrador City. Diese Abbauprodukte werden mit Zügen der Quebec North Shore and Labrador Railway zum Hafen von Sept-Îles transportiert und für den weltweiten Markt verschifft. In der Stadt befindet sich die größte Aluminiumfabrik von Nordamerika, Aluminerie Alouette, die 2005 massiv ausgebaut wurde. Dadurch entstand auch Bedarf an zusätzlichen Arbeitskräften in anderen Branchen.
Der Hafen wird auch von Kreuzfahrtschiffen angelaufen und liegt an der von der Fracht- und Passagierfähre Bella Desgagnés bedienten Fährverbindung zwischen Rimouski am Sankt-Lorenz-Strom und Blanc-Sablon im Osten der Provinz Québec.
Etwa 8 Kilometer östlich der Gemeinde befindet sich der Flughafen von Sept-Îles (IATA-Code: YZV, ICAO-Code:CYZV). Weiterhin befindet sich im Norden der Gemeinde, auf dem Lac des Rapides, dann noch ein Wasserflugplatz (Transport Canada Identifier: CSM8).

## Persönlichkeiten
- Guy Carbonneau (* 1960), kanadischer Eishockeyspieler
- Karen Cliche (* 1976), kanadische Schauspielerin
- Steve Duchesne (* 1965), kanadischer Eishockeyspieler
- Karl Dykhuis (* 1972), kanadischer Eishockeyspieler
- Guillaume Leblanc (* 1962), kanadischer Geher
- David Desrosiers (* 1980), kanadischer Musiker